# Ljubljanski potniški promet

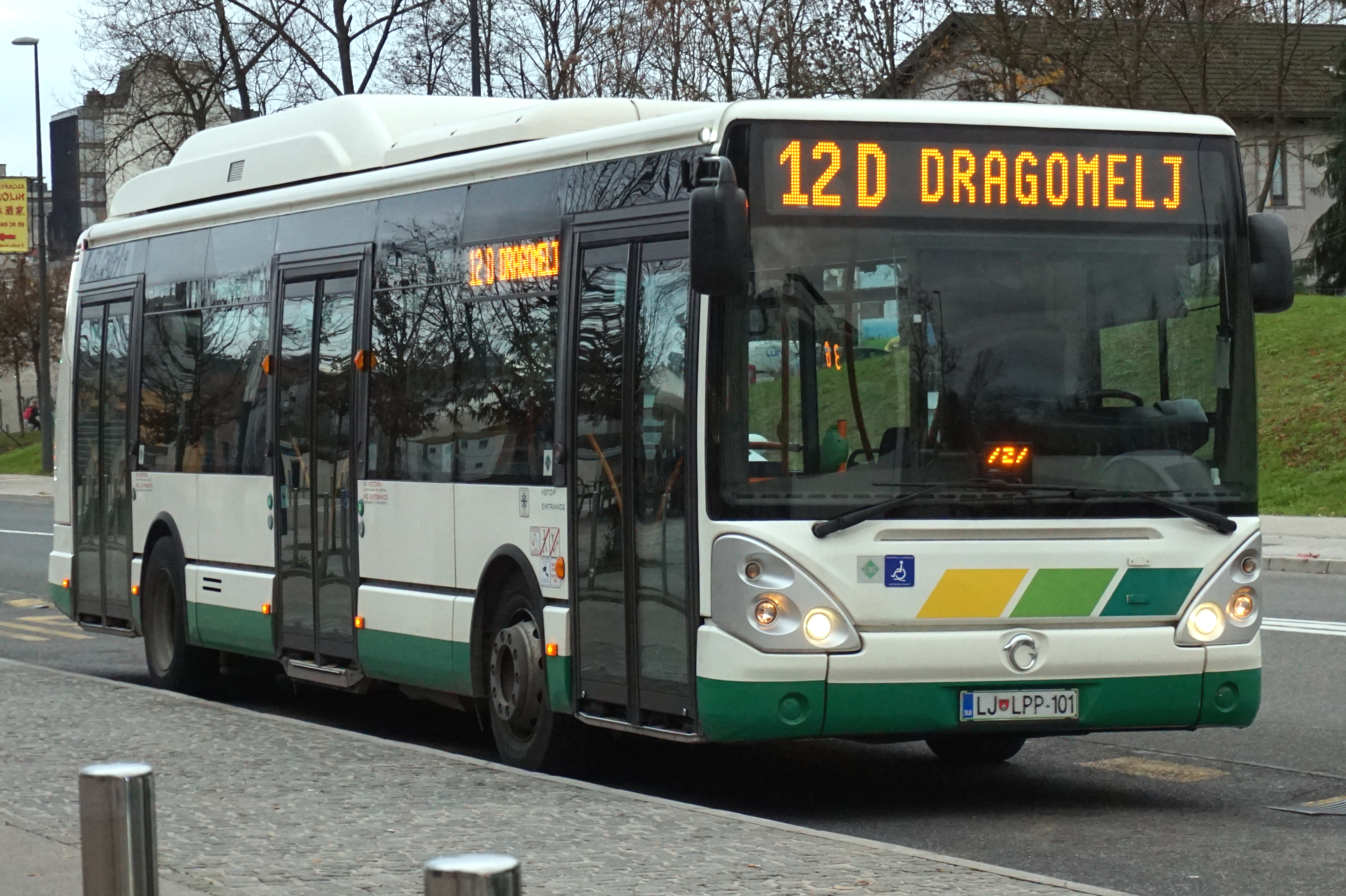
Irisbus Iveco Citelis 12 m CNG

La Ljubljanski potniški promet ("Servizio di trasporto passeggeri di Lubiana", in sigla LPP) è l'azienda di trasporto pubblico che opera a Lubiana e circondario, fondata nel 1901.
Gestito dalla Javni holding Ljubljana ("Holding Pubblica di Lubiana"), fornisce principalmente il servizio di trasporto pubblico all'interno e nei dintorni della capitale slovena, ma anche il noleggio, l'assistenza, la riparazione, le revisioni e le immatricolazione dei veicoli.

## Storia

### Tram (dal 1901 al 1958)
Quando la città di Lubiana contava su 40 000 abitanti, le autorità cittadine decisero di introdurre un sistema di trasporto meccanico e nel 1900 fu istituita la Splošna maloželezniška družba ("Piccola compagnia ferroviaria"). La prima linea del tram iniziò le sue attività operative il 6 settembre 1901 e nel primo giorno furono venduti 6400 biglietti.
La compagnia, all'inizio molto piccola, poteva contare su 13 unità motorizzate con un rimorchio ed un'auto (dedicata allo spargimento del sale durante le nevicate) e di circa 64 dipendenti. I tram erano dotati di 30 posti di cui 16 a sedere e 14 in piedi. Le unità potevano viaggiare una velocità di 30 km/h. Alla fine del 1901 il tram aveva percorso circa 136.000 km e trasportato un totale di 330.000 passeggeri.
Nel 1929 la compagnia cambiò il suo nome in Električna cestna železnica ("Ferrovia Elettrica") ed a seguire avviò l'ammodernamento dei binari. Nel 1940 il numero di unità erano 52 e le linee del tram collegavano la città alla periferie limitrofe.

### Filobus (dal 1951 al 1971)
Dopo la seconda guerra mondiale la città di Lubiana si espanse rapidamente e il tram non fu più sufficiente per soddisfare le esigenze dei trasporti. A seguito della diffusione delle auto si rese necessario riprogettare il servizio di trasporto pubblico. Nel maggio del 1953 il comitato popolare cittadino istituì una commissione che propose come soluzione il passaggio dal tram al filobus.
L'entrata in servizio dei 53 filobus fu graduale a partire dal 1958. L'ultimo viaggio di un tram venne effettuato il 20 dicembre 1958. Successivamente l'azienda venne ribattezzata in Ljubljana-Transport ("Lubiana-Trasporti"). I filobus come i tram erano anch'essi alimentati dalla corrente elettrica.
In quegli anni le linee filobus attive erano:
- linea 1 Vič – Vižmarje
- linea 6 Vič – Ježica
- linea 7 Litostroj – Ajdovščina
- linea 8 Litostroj – Črnuče

L'esperienza dei filobus non è stata molto positiva nella città, c'erano infatti molti problemi sia legati alla neve che alla pioggia con frequenti corto circuiti. Molto spesso i passeggeri subivano delle scosse se venivano a contatto con le parti metalliche del mezzo di trasporto. Questo costrinse a dismettere l'uso dei filobus per passare agli autobus. L'ultimo viaggio del filobus fu il 4 settembre 1971, sulla linea 1.

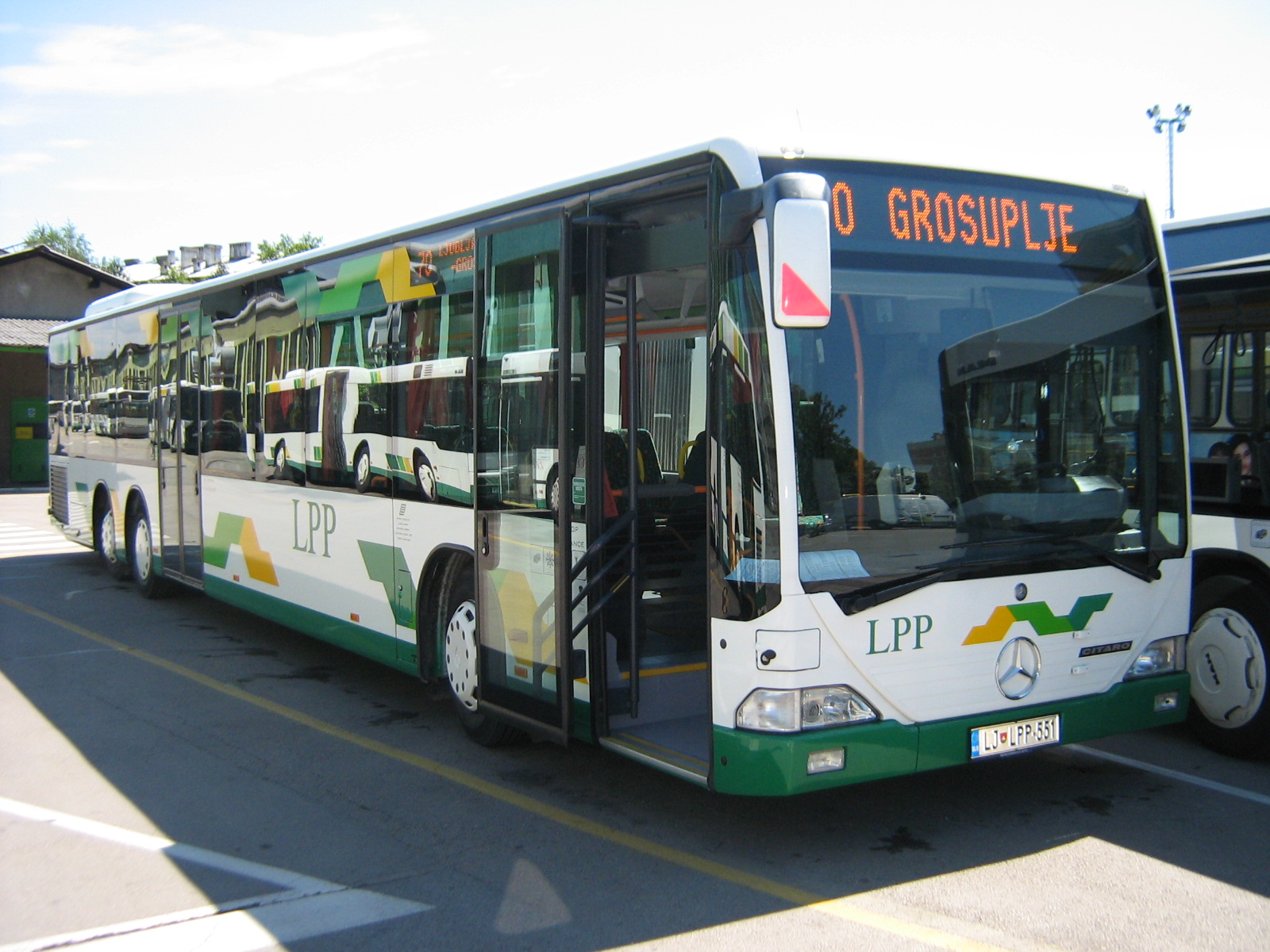
Mercedes-Benz Citaro II (O530)

### Autobus (dal 1950 ad oggi)
Gli anni '60 e 70 portano un grande sviluppo del trasporto pubblico, la società venne ribattezzata nel 1971 Viator e si ampliò in tutta la Slovenia. Ampliò le sue attività al trasporto merci, al traffico turistico, catering e taxi. Dal 1971 i trasporti a Lubiana venivano erogati esclusivamente con l'uso degli autobus.
Nel 1981 l'azienda fu ribattezzata nell'attuale Ljubljanski potniški promet e dal 1994 è una società a responsabilità limitata sotto la gestione del Comune di Lubiana.

## Flotta
A dicembre 2018 la flotta è composta da 213 veicoli, tra cui 143 autosnodati, 53 autobus singoli e 16 midibus.